# Jiří Paďour
Jiří Paďour, né à Vraclav (Protectorat de Bohême-Moravie) le 4 avril 1943 et mort à Prachatice (République tchèque) le 11 décembre 2015, est un prélat tchécoslovaque puis tchèque, évêque auxiliaire de Prague puis évêque de České Budějovice.

## Biographie
Dans les années 1960, Jiří Paďour suit des études d’art dramatique et devient notamment un proche de Václav Havel. Il entre ensuite à l'Institut de recherche en études théâtrales de Paris, puis entre au séminaire en 1970.
Dissident, il est poursuivi par le régime communiste tchécoslovaque et doit exercer la prêtrise dans la clandestinité. Il deviendra alors une figure importante de l'Église après la Révolution de velours en 1989.
Jiří Paďou a été évêque auxiliaire de l'archidiocèse de Prague de 1996 à 2001, puis évêque de České Budějovice de 2002 à 2014.